# Dakar Trottoirs
 (novembre 2022).
La mise en forme du texte ne suit pas les recommandations de Wikipédia : il faut le « wikifier ».
Les points d'amélioration suivants sont les cas les plus fréquents :
- Les titres sont pré-formatés par le logiciel. Ils ne sont ni en capitales, ni en gras.
- Le texte ne doit pas être écrit en capitales (les noms de famille non plus), ni en gras, ni en italique, ni en « petit »…
- Le gras n'est utilisé que pour surligner le titre de l'article dans l'introduction, une seule fois.
- L'italique est rarement utilisé : mots en langue étrangère, titres d'œuvres, noms de bateaux, etc.
- Les citations ne sont pas en italique mais en corps de texte normal. Elles sont entourées par des guillemets français : « et ».
- Les listes à puces sont à éviter, des paragraphes rédigés étant largement préférés. Les tableaux sont à réserver à la présentation de données structurées (résultats, etc.).
- Les appels de note de bas de page (petits chiffres en exposant, introduits par l'outil «  Source ») sont à placer entre la fin de phrase et le point final[comme ça].
- Les liens internes (vers d'autres articles de Wikipédia) sont à choisir avec parcimonie. Créez des liens vers des articles approfondissant le sujet. Les termes génériques sans rapport avec le sujet sont à éviter, ainsi que les répétitions de liens vers un même terme.
- Les liens externes sont à placer uniquement dans une section « Liens externes », à la fin de l'article. Ces liens sont à choisir avec parcimonie suivant les règles définies. Si un lien sert de source à l'article, son insertion dans le texte est à faire par les notes de bas de page.
- La présentation des références doit suivre les conventions bibliographiques. Il est recommandé d'utiliser les modèles {{Ouvrage}}, {{Chapitre}}, {{Article}}, {{Lien web}} et/ou {{Bibliographie}}. Le mode d'édition visuel peut mettre en forme automatiquement les références.
- Insérer une infobox (cadre d'informations à droite) n'est pas obligatoire pour parachever la mise en page.

Pour une aide détaillée, merci de consulter Aide:Wikification.
Si vous pensez que ces points ont été résolus, vous pouvez retirer ce bandeau et améliorer la mise en forme d'un autre article.
Pour plus de détails, voir Fiche technique et Distribution.
Dakar Trottoirs est un film sénégalais réalisé par Hubert Laba Ndao. Il est produit au Sénégal et est sorti en 2013. Ce film est le deuxième long métrage du réalisateur.

## Synopsis
Il s'agit de Siirou et Salla, un couple dont l'amour est mis à l'épreuve. Ils vivent dans les rues de Dakar au Sénégal, un environnement intéressant pour ses obstacles et histoires. L'idéalisme de ces personnages à la fleur de l'âge est confronté à la réalité de la vie des jeunes dans le milieu urbain. Dakar Trottoir est alors le théâtre d'une cohabitation entre les beaux quartiers et les bidonvilles. Le bonheur, la misère, la sensualité et même la violence y sont des bien présents. Le trafic et le deal occupent une place incontournable dans cet environnement. La vie d'adulte apporte aussi son lot d'événements qui sont souvent inattendus.

## Fiche technique
En dépit de son genre et de sa longueur, Dakar Trottoir est composé par des professionnels de différentes nationalités,.
- Réalisateur : Hubert Laba Ndao
- Scénaristes : Abdoulaye Tall et Léandre-Alain Baker
- Assistant Réalisateur : Demba Dièye
- Premier Assistant Caméra : Alan Guichaoua
- Gaffer : Pape Sarr
- Script : Delphine Musichini
- Producteur : Moctar Ndiouga Ba
- Directeur de la Photographie : Nicolas Pernot
- Genre : Drame
- Durée : 90 minutes
- Pays :  Sénégal
- Langues : Français, Wolof
- Date de sortie : 2013

## Distribution
- Prudence Maïdou : Salla[3]
- Charles Corréa : Siirou
- Ibrahima Mbaye Thié : Inspecteur Diop
- Eriq Ebouaney : Maître
- Aminata Gadiaga : Jo
- Youssou Ly : Blinky
- Aminata Sarr : Mariette
- Betty Fall : Mabinta
- Oumar Siby : Derrick
- Cheikh Sy : Louty

## Production et tournage
Le film est produit par deux maisons de production audiovisuelle. L'une est Médiatik Communication S.A. (Sénégal), une société fondée par Moctar Ndiouga Ba qui débute dans la production en 1994.  l'autre est Mat Films (France). 
Lors d'une interview, Hubert Laba Ndaw dévoile que le tournage de Dakar Trottoir a duré 6 mois. De plus, la majorité des scènes est tournée durant la nuit. 
Pour rester au mieux dans son rôle, Prudence Maïdou nous apprend qu'elle se fatiguait volontairement et dormait peu afin de garder un visage fatigué et des yeux rouges. En effet, Salla est toujours fatiguée et dort dans la rue.

## Distinctions
Dakar Trottoir est sélectionné à la Fabrique des Cinémas du monde, au Festival de Cannes en 2017. En outre, Prudence Maïdou reçoit le prix de la meilleure interprétation féminine au 17e Festival du Cinéma africain de Khouribga (Maroc), en juin 2014. Le 29 novembre de la même année, le long métrage est primé au Festival International du film des Lacs et Lagunes (FESTILAG) en Côte d'Ivoire. Il reçoit le Grand Prix des Lagunes, intitulé Prix de la diversité culturelle. 
En avril 2016, le film remporte deux distinctions lors du Festival de la Création Cinématographique de Guinée Conakry. En effet, il gagne le Grand Prix ainsi que la Meilleure Interprétation féminine avec Salla. Il s'agit de la deuxième édition du festival. 